# 14 janvier dans les chemins de fer
14 décembre 14 février
Chronologies thématiques
- Croisades
- Sports
- Disney

Cette page concerne les événements qui se sont déroulés un 14 janvier dans les chemins de fer.

## Événements

### XIXesiècle
- 1869. États-Unis, Californie : ouverture de la ligne Los Angeles-Wilmington, première ligne de chemin de fer dans le sud de la Californie (Los Angeles & San Pedro Railroad company).

### XXesiècle
- 1935. France : fermeture au trafic voyageur des lignes Dax-Amou et Dax-Peyrehorade (Tramways à Vapeur de la Chalosse et du Béarn).

### XXIesiècle
- 2004, France : inauguration du prolongement, sur 2,9 km, de la ligne 1 du tramway parisien entre Bobigny et Noisy-le-Sec en Seine-Saint-Denis. Une deuxième phase doit ultérieurement conduire le tramway jusqu'à Val-de-Fontenay.